# ローカル線

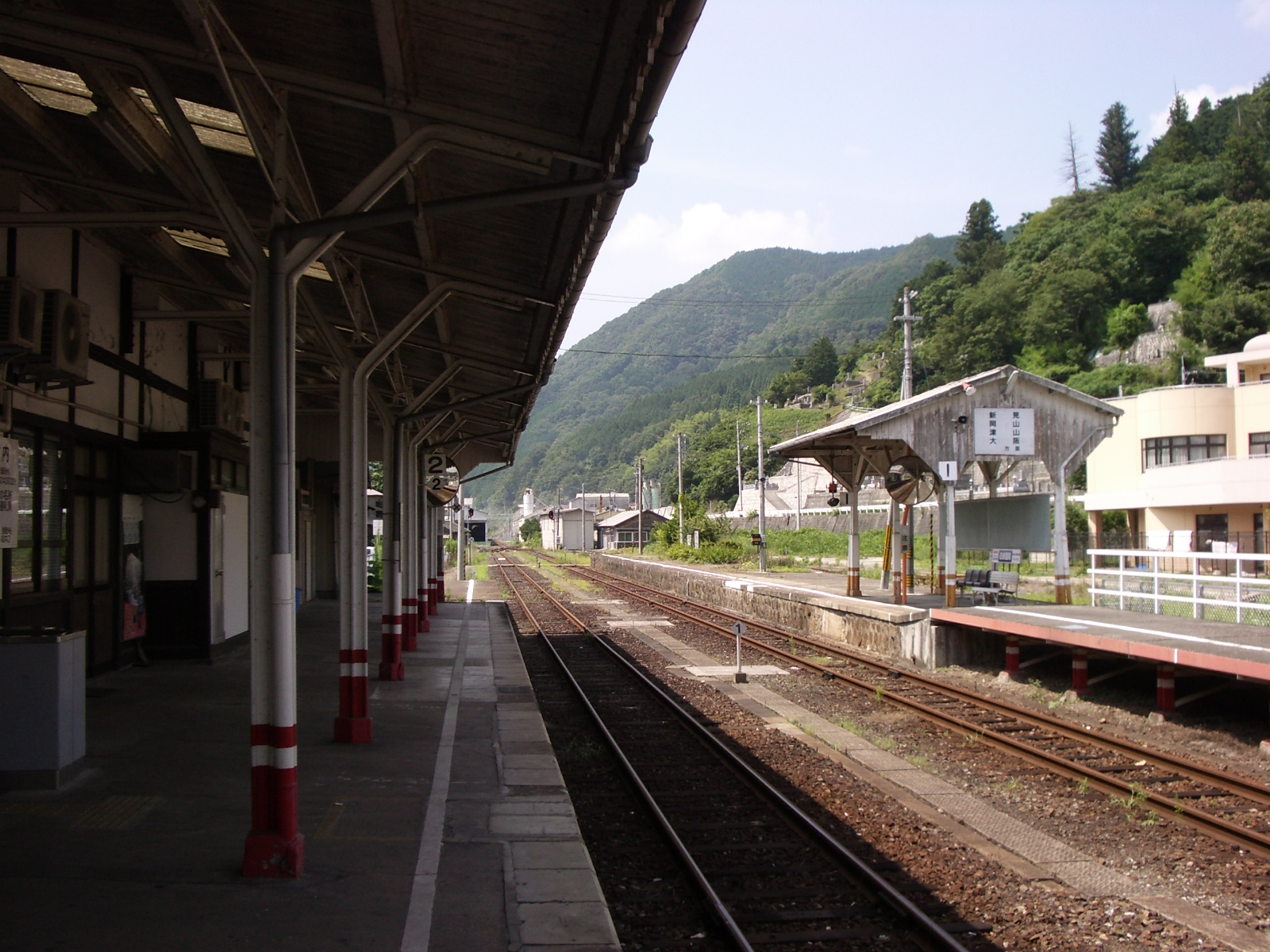
芸備線の東城駅から広島方を望む。
当駅から備後落合の間は輸送量が極端に少なく、平均通過人員が最低の8人キロ/日kmを記録した時期がある。

ローカル線（ローカルせん）とは、閑散線区などの輸送量の少ない鉄道路線及び道路・航路のことを指す。和製英語。

## 概要
日本語での「ローカル線」は、輸送量の少ない線区や航路に対して用いられる。ここでの「ローカル」という言葉は、英語本来の局所という意味ではなく、田舎などを示す俗称である。このため、一日の平均通過人員が100万人を超える「山手線」（品川 - 新宿 - 田端間）は局所であるが、日本ではローカル線とは呼ばれていない。
日本での通例でのローカル線は、鉄道ではJRの地方交通線が代表的であり、地方交通線以外の線区を幹線としている。しかし、新幹線の並行在来線区間のように元々主体であった長距離輸送が新幹線に移って地域輸送の区間列車だけになる例、地方交通線でも都市近郊部で通勤路線として機能している例もあり、線引きは難しい。旧国鉄時代に利用者が少なく地方交通線に分類されたものの、国鉄分割民営化以降に利用者が増加している路線もある。
また、各路線については本線と支線の区別があるが、これらもいわゆるローカル線とは無関係である。
私鉄においても輸送人員がそのほかの区間・線区に比べ大幅に少ない路線・線区を指す場合が多い。また、地方の私鉄では輸送人員が少ない路線がほとんどであり、他の事業を以て鉄道事業を穴埋めする場合もある。収益が少なくあるいは慢性的な赤字のため、車両の更新、高速化や自動列車保安装置設置、沿線駅のバリアフリー化やホームドア設置、パークアンドライド用駐車場設置、IC乗車カード導入などの鉄道サービス・安全性向上へのための投資も困難な場合が多く、実際に車両の老朽化や保安装置の不備が招いた事故も起こっている。

## Local 表記
列車種別での「local」表記は「local train」の略で、普通列車（各駅停車、緩行、鈍行）を意味し、「rapid」（快速）や「express」（急行）との区別のために用いられるものであり、「ローカル線」との関連はない。

## ローカル線と観光

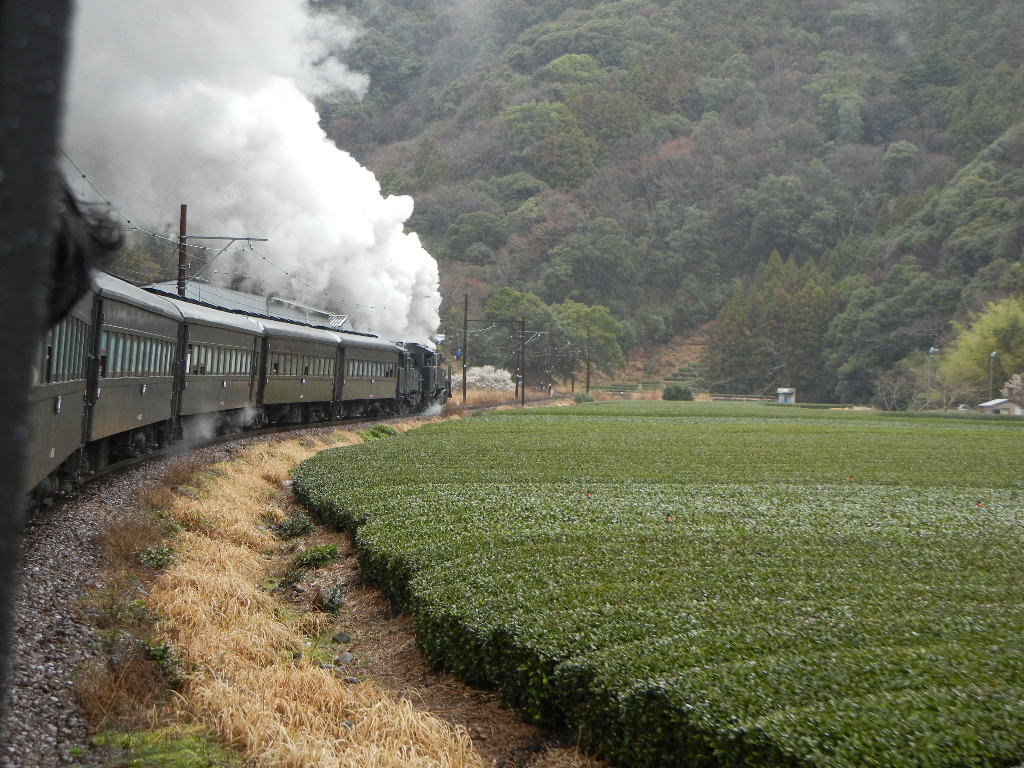
大井川鐵道のSL列車（2012年撮影）

ローカル線の中には地域生活の足としての利用だけでなく、観光地の鉄道として知られているものも多くある。山あいの風光明媚な区間を走る山岳鉄道や、旧式化によって本線ではすでに使用されなくなった年代物の車両や蒸気機関車 (SL) を走らせているところもある。日常的なビジネス特急や通勤電車とは異なった風情が漂うものもあり、観光客の目を楽しませる。
- トロッコ列車
  - 黒部峡谷鉄道本線 - 富山県黒部市。北アルプスのふもと黒部川流域の険しい峡谷に沿って走る山岳鉄道。
- 蒸気機関車 (SL) の運転を行っている鉄道
  - 大井川鐵道 - 静岡県の大井川流域を走る。上流では日本国内唯一のアプト式機関車が走っている。
  - このほか、2024年現在、JR北海道（SL冬の湿原号）、JR東日本（SLばんえつ物語・SLぐんま みなかみ・SL村上ひな街道号）、JR西日本（SLやまぐち号）、真岡鐵道（SLもおか）、秩父鉄道（SLパレオエクスプレス）、東武鉄道（SL大樹）の各社が、SL牽引による観光列車を季節運行している。
- その他の観光列車
  - いすみ鉄道 - 千葉県いすみ市・大多喜町。JR西日本より譲渡された国鉄型気動車キハ52形・キハ28形を利用し、国鉄時代の列車を再現した「観光急行列車」を走らせている。
  - 江ノ島電鉄 - 神奈川県鎌倉市の鎌倉駅と藤沢市の藤沢駅をつなぐ電車を走らせている。湘南辺りの海水浴客の足にもなっている。
- 日本国外のローカル線
  - 台湾の集集線（しゅうしゅうせん） - 日本統治時代の駅舎などが現存しており、日本のローカル線以上にノスタルジックな雰囲気を味わうことができる。